# Room Service Tour 2001
Room Service Tour – siódma trasa koncertowa zespołu Roxette.
W jej trakcie odbyło się dwadzieścia sześć koncertów. Koncerty w Południowej Afryce zaplanowane w Kapsztadzie na 28 grudnia 2001 i w Sun City na 30 grudnia 2001 zostały odwołane z powodu obaw zagrożenia zamachami terrorystycznymi.

## Setlista
1. Crush on You
2. Dressed for Success
3. Listen to Your Heart
4. Waiting for the Rain
5. Real Sugar
6. The Centre of the Heart
7. It Must Have Been Love
8. Stars
9. You Don't Understand Me
10. Fading Like a Flower (Every Time You Leave)
11. Spending My Time
12. Dangerous
13. Sleeping in My Car
14. Milk and Toast and Honey
15. Wish I Could Fly
16. The Big L.
17. Joyride
18. Little Girl
19. Crash! Boom! Bang!
20. Anyone

Bis
1. Hotblooded
2. The Look
3. Queen of Rain

### Koncerty
1. 19 września 2001 - Sztokholm, Szwecja - Globen
2. 28 września 2001 - Monachium, Niemcy - Olympiahalle
3. 29 września 2001 - Hanower, Niemcy - Preussag
4. 1 października 2001 - Stuttgart, Niemcy - Schleyerhalle
5. 2 października 2001 - Oberhausen, Niemcy - Arena
6. 3 października 2001 - Schwerin, Niemcy - Kongreshalle
7. 5 października 2001 - Kolonia, Niemcy - Ostsehalle
8. 6 października 2001 - Lipsk, Niemcy - Messehalle
9. 7 października 2001 - Berlin, Niemcy - Arena
10. 9 października 2001 - Praga, Czechy - Paegas Arena
11. 21 października 2001 - Fryburg Bryzgowijski, Niemcy - Stadthalle
12. 22 października 2001 - Bruksela, Belgia - Forest National
13. 24 października 2001 - Barcelona, Hiszpania - Palau Sant Jordi
14. 25 października 2001 - Madryt, Hiszpania - La Riviera Club
15. 28 października 2001 - Dortmund, Niemcy - Westfalenhalle
16. 30 października 2001 - Frankfurt, Niemcy - Festhalle
17. 31 października 2001 - Zurych, Szwajcaria - Hallenstadion
18. 1 listopada 2001 - Innsbruck, Austria - Olympiahalle
19. 2 listopada 2001 - Wiedeń, Austria - Stadthalle
20. 7 listopada 2001 - Moskwa, Rosja - Olimpijski
21. 9 listopada 2001 - Petersburg, Rosja - New Arena
22. 10 listopada 2001 - Tallinn, Estonia  - Saku Hall
23. 12 listopada 2001 - Helsinki, Finlandia - Hartwall
24. 14 listopada 2001 - Karlstad, Szwecja - Löfbergs Lilla
25. 16 listopada 2001 - Sztokholm, Szwecja - Globen
26. 17 listopada 2001 - Göteborg, Szwecja - Scandinavium